# (5049) Sherlock
(5049) Sherlock (1981 VC1) – planetoida z pasa głównego asteroid okrążająca Słońce w ciągu 3,26 lat w średniej odległości 2,2 j.a. Odkryta 2 listopada 1981 roku.